# 2010-es etióp–eritreai határkonfliktus
A 2010-es eritreai–etióp határkonfliktus Etiópia és Eritrea hadserege között kirobbant fegyveres összeütközés volt Zalambesa határváros területén. Etiópok arra hivatkoztak, hogy eritreai fegyveresek átlépték a két ország határát. Az etióp kormány véleménye szerint Eritrea egy belső feszültséget próbált meg nemzetközi szintűre kibővíteni.

## Előzmények
Etiópia és Eritrea között az 1998–2000-ben lezajlott etióp–eritreai háború után is feszült maradt. Azóta számos kisebb határvita ütötte fel a fejét a két országot elválasztó területen.
Eritreát nem sokkal a konfliktus kirobbanása előtt szankciókkal sújtotta az Egyesült Nemzetek Szervezete. Ez annak a következménye lett, hogy fegyverekkel és lőszerekkel látták el a Szomália kormánya ellen fellázadó csoportokat. A kereskedelmi korlátok előtt az ország még visszautasította a Dzsibutival fennálló határvita rendezését is.

## A csata

### Eritreai szemmel
Az Eritreai Információs Minisztérium állításai szerint az etióp hadsereg újév napján átlépte a két országot elválasztó határsávot, és összetűzésbe kerültek a kézifegyverekkel, gépkarabélyokkal és rakéta meghajtású gránátvetőkkel felszerelkezett eritreai csoportokkal. Az etióp csapatok visszavonultak a határ túloldalára, ezalatt 10 embert megöltek közülük, kettőt pedig elfogtak. Az etióp hadsereg után több AK-47 típusú gépkarabély, egy automata lőfegyver és több rádiókészülék maradt vissza.

### Etióp szemmel
Az etióp kormány szóvivője, Bereket Simon visszautasította, hogy bármiféle fegyveres összetűzésre került volna sor. Állítása szerint az eritreaiak el akarják leplezni egy eritreai csoport támadását. Ebben a harcban az eritreai hadsereg 25 katonáját ölték meg.